# 수영 접영 100m 대한민국 기록 추이
수영 접영 100m 대한민국 기록 추이는 다음과 같다.

## 남자
| #         | 기록        | 차이       | 선수   | 소속     | 날짜             | 대회명                                            | 개최 도시           | 경기장                         | 주석 및 기타                        | 동영상 |
| 수동 게시 |             |            |        |          |                  |                                                   |                     |                                |                                     |        |
|           | 1분 19초 2  |            | 배명식 | 사대부고 | 1960. 08. 27     | 제32회 전국남녀학생수상경기대회 (남고부 예선)     | 대한민국 서울       |                                | 종전 : 1분 19초 3, 배명식           |        |
|           | 1분 15초 6  | - 3.6초    | 배명식 | 해양대   | 1961. 08. 26     | 제33회 전국남녀학생수상경기대회                   | 대한민국 서울       |                                | [ 2 ]                               |        |
|           | 1분 09초 7  |            | 배명식 | 경희대   | 1964. 07. 26     | 서울시 하계 체육대회 (대학부)                     | 대한민국 서울       |                                |                                     |        |
|           | 1분 08초 2  | - 초       | 박영수 | 오산고   | 1966. 09. 3(4)** | 제11회 전국 남녀 수영 선수권 대회                 | 대한민국 서울       | 서울운동장 풀                  | 종전 1분 08초 3                     |        |
|           | 1분 07초 6  | - 0.6초    | 김동제 | 경복고   | 1969. 07. 26     | 제1회 해군참모총장배 쟁탈 남녀 초중고교 수영 대회 | 대한민국 서울       | 서울운동장 풀                  | 종전 1분 08초 2(지난 7일)           |        |
|           | 1분 05초 4  | - 3.1초 ** | 노창수 | 양정고   | 1971. 06. 20     | 제17회 서울시 남녀 초중고대학별 수영 대회         | 대한민국 서울       | 서울운동장 풀                  | 종전기록 1.08.5                     |        |
|           | 1분 05초 3  | - 0.1초    | 노창수 | 양정고   | 1971. 09. 05     | 제16회 전국 남녀 수영 선수권 대회                 | 대한민국 서울       | 서울 운동장 풀                 | 종전: 1분 13초 2                    |        |
|           | 1분 04초 2  | - 1.1초    | 김동제 | 서울대   | 1972. 04. 29     | 공인 기록회                                       | 대한민국 서울       |                                | [ 7 ]                               |        |
|           | 1분 04초 0  | -          | 김동제 | 서울대   | 1972. 10. 09     | 제53회 전국 체육 대회                             | 대한민국 서울       | 태릉수영장                     | 종전 1분 04초 5?                    |        |
|           | 1분 00초 9  | - 3.1초    | 조오련 | 고려대   | 1974. 04. 27     | 제17회 전국 남녀 수영 선수권 대회                 | 대한민국 서울       | 태릉 국제 수영장               | [ 9 ]                               |        |
|           | 1분 00초 7  | - 0.2초    | 조오련 | 고려대   | 1974. 04. 27     | 아시아 경기 대회 파견 선발전                      | 대한민국 서울       | 태릉수영장                     | [ 10 ]                              |        |
|           | 1분 00초 4  | - 0.3초    | 조오련 |          | 1974. 10. 09     | 제55회 전국 체육 대회                             |                     | [ 11 ]                         |                                     |        |
| 자동 게시 |             |            |        |          |                  |                                                   |                     |                                |                                     |        |
|           | 1분 00초 02 | - 0.38초 * | 조오련 |          | 1977. 10. 13     | 제58회 전국 체육 대회                             | 대한민국 광주       |                                | [ 12 ]                              |        |
|           | 59초 71     | - 0.31초   | 방준영 | 경기고   | 1982. 08. 27     | 제2회 아산기 쟁탈 전국 수영 대회                  | 대한민국 서울       | 잠실실내수영장                 | 예선.                               |        |
|           | 59초 54     | - 0.17초   | 조두희 | 한국체대 | 1982. 08. 29     | 제2회 아산기 쟁탈 전국 수영 대회                  | 대한민국 서울       | 잠실실내수영장                 | 결선                                |        |
|           | 59초 09     | - 0.45초   | 방준영 | 경기고   | 1982. 09. 18     | 제1회 대통령기 쟁탈 전국 수영 대회                | 대한민국 서울       | 잠실실내수영장                 | 남고부 예선                         |        |
|           | 58초 60     | - 0.49초   | 방준영 | 경기고   | 1982. 09. 18     | 우수 선수 공인 기록회                             | 대한민국 서울       | 잠실실내수영장                 | [ 15 ]                              |        |
|           | 58초 32     | - 0.28초   | 방준영 | 경기고   | 1983. 04. 22     | 제38회 전국 수영 대회                             | 대한민국 서울       | 잠실실내수영장                 | [ 16 ]                              |        |
|           | 58초 00     | - 1.83초   | 방준영 | 경기고   | 1984. 04. 29     | 제2회 아시아 수영 선수권 대회                     | 대한민국 서울       | 잠실실내수영장                 | 4위 종전 58초 21                    |        |
|           | 57초 97     | - 0.03초   | 박영철 | 한국체대 | 1987. 09. 13     | 제6회 대통령기 쟁탈 전국 수영 대회                | 대한민국 대구       | 두류 수영장                    | [ 18 ]                              |        |
|           | 57초 62     | - 0.35초   | 박영철 | 한국체대 | 1987. 10. 13     | 제68회 전국 체육 대회                             |                     |                                | 예선. 2위 이층원도 57초 89로 신기록 |        |
|           | 56초 87     | - 0.75초   | 박영철 | 한국체대 | 1987. 10. 13     | 제68회 전국 체육 대회                             |                     |                                | 결선. 2위 이층원도 57초 67로 신기록 |        |
|           | 56초 85     | - 0.02초   | 이윤안 | 경남체고 | 1990. 09. 24     | 제11회 아시안 게임                                | 중국 베이징         |                                | 4위                                 |        |
|           | 56초 76     | - 0.09초   | 이윤안 | 경남체고 | 1991. 05. 15     | 제11회 아산기 전국 수영 대회                      | 대한민국 부산       | 사직 실내 수영장               | 남고부 예선.                        |        |
|           | 56초 72     | - 0.04초   | 이윤안 | 경남체고 | 1991. 05. 15     | 제11회 아산기 전국 수영 대회                      | 대한민국 부산       | 사직수영장                     | 남고부 결선                         |        |
|           | 56초 65     | - 0.03초 * | 김방현 | 양재고   | 1996. 11. 25     | 제15회 대통령기 전국 수영 대회                    | 대한민국 서울       | 잠실수영장                     | 종전 93 동아시안게임 이윤안 56초68  |        |
|           | 56초 62     | - 0.03초   | 한규철 | 경기고   | 1997. 03. 11     | 제52회 회장기 전국 수영 대회                      | 대한민국 부산       | 부산 실내 수영장               | 고등부                              |        |
|           | 56초 51     | - 0.11초   | 김방현 | 고려대   | 1997. 03. 11     | 제52회 회장기 전국 수영 대회                      | 대한민국 부산       | 부산 실내 수영장               | 일반부                              |        |
|           | 56초 26     | - 0.25초   | 한규철 |          | 1997. 10. 13     | 제78 전국 체육 대회                               | 대한민국 창원       | 창원 종합 수영장               | 남고부 예선.                        |        |
|           | 55초 81     | - 0.45초   | 한규철 |          | 1997. 10. 13     | 제78 전국 체육 대회                               | 대한민국 창원       | 창원 종합 수영장               | 남고부 결선                         |        |
|           | 55초 73     | - 0.08초   | 한규철 |          | 1998. 01. 16     | 제8회 세계 수영 선수권 대회                       | 오스트레일리아 퍼스 |                                | 27위 예선 탈락.                     |        |
|           | 55초 58     | - 0.15초   | 한규철 | 경기고   | 1998. 07. 08     | 제26회 해군참모 총장배 전국 수영 대회             | 대한민국 서울       | 올림픽 수영장                  |                                     |        |
|           | 54초 83     | - 0.75초   | 한규철 | 경기고   | 1998.            | 제13회 아시안 게임                                | 태국 방콕           |                                |                                     |        |
|           | 54초 61     | - 0.22초   | 정두희 | 강원도청 | 2003. 10. 15     | 제84회 전국 체육 대회                             | 대한민국 전주       | 완산실내수영장                 |                                     |        |
|           | 54초 48     | - 0.13초   | 정두희 |          | 2005. 07. 05     | 제33회 해군참모총장배 전국 수영 대회              | 대한민국 성남       | 성남 제2종합운동장 실내 수영장 |                                     |        |
|           | 54초 01     | - 0.47초   | 정두희 |          | 2006. 08. 25     | MBC배 수영 대회                                   |                     |                                |                                     |        |
|           | 53초 76     | - 0.25초   | 정두희 | 전주시청 | 2006. 12. 03     | 제15회 아시안 게임                                | 카타르 도하         |                                | 예선                                |        |
|           | 53초 62     | - 0.14초   | 정두희 | 신한은행 | 2008. 10. 15     | 제89회 전국 체육 대회                             | 대한민국 목포       | 목포 실내 수영장               |                                     |        |
|           | 53초 20     | - 0.42초   | 권한얼 | 전주시청 | 2009. 04. 29     | 제81회 동아 수영 대회                             | 대한민국 김천       | 김천 실내 수영장               |                                     |        |
|           | 52초 88     | - 0.32초   | 정두희 | 서울시청 | 2009. 07. 09     | 제25회 하계 유니버시아드                          | 세르비아 베오그라드 |                                | 예선.                               |        |
|           | 52초 69     | - 0.19초   | 정두희 | 서울시청 | 2009. 07. 09     | 제25회 하계 유니버시아드                          | 베오그라드          |                                | 준결선.                             |        |
|           | 52초 50     | - 0.19초   | 정두희 | 서울시청 | 2009. 07. 31     | 제13회 세계 수영 선수권 대회                      | 이탈리아 로마       | 포로 이탈리코 수영장           | * 37위                              |        |

## 여자
| #         | 기록        | 차이     | 선수   | 소속     | 날짜          | 대회명                                    | 개최 도시             | 경기장                             | 주석 및 기타             | 동영상 |
| 수동 게시 |             |          |        |          |               |                                           |                       |                                    |                          |        |
|           | 1분 43초 9  |          | 장수일 | 이화여중 | 1960. 08. 27  | 제32회 전국남녀학생수상경기대회           | 대한민국 서울         |                                    | [ 2 ]                    |        |
|           | 1분 40초 9  |          | 이현숙 | 상명여고 | 1960. 09. 09  | 제5회 남녀종합수상선수권대회              | 대한민국 서울         | 서울운동장 야외풀                  | [ 28 ]                   |        |
|           | 1분 38초 2  | - 2.7초  | 남상남 | 상명여고 | 1963. 06.     | 서울시 남녀중고 대항 수상 경기 대회       | 대한민국 서울         |                                    | [ 29 ]                   |        |
|           | 1분 12초 6  |          | 남상필 | 상명여고 | 1971. 09. 05  | 제16회 전국 남녀 수영 선수권 대회         | 대한민국 서울         | 서울 운동장 풀                     | 종전: 1분 13초 2         |        |
|           | 1분 10초 5  | - 2.1초  | 남상필 | 중앙대   | 1972. 04. 29  | 공인기록회                                | 대한민국 서울         |                                    | 종전: 1분 12초 6         |        |
| 자동 게시 |             |          |        |          |               |                                           |                       |                                    |                          |        |
|           | 1분 10초 13 |          | 최연숙 | 근명여고 | 1975. 07. 26  | 제6회 아시아 에이지 그룹 수영 대회        | 대한민국 서울         | 태릉국제수영장                     | [ 31 ]                   |        |
|           | 1분 09초 11 |          | 김금희 | 상명여중 | 1979. 08. 05  | 제51회 전국 학생 수영 대회                | 대한민국 서울         | 서울운동장 풀                      | 종전기록 :1분 09초 29    |        |
|           | 1분 08초 11 | - 1.00초 | 김금희 | 상명여중 | 1979. 10. 15  | 소년 체전                                 | 대한민국 대구         |                                    | [ 33 ]                   |        |
|           | 1분 08초 07 |          | 김금희 | 상명여중 | 1980. 05. 14  | 제1회 아시아 초청 수영 선수권 대회        | 말레이시아 자카르타   |                                    | [ 34 ]                   |        |
|           | 1분 07초 29 | - 0.78초 | 김금희 | 상명여중 | 1980. 6. 29   | 제26회 서울시초중고대학및일반수영대회     | 대한민국 서울         | 서울운동장 수영장                  | [ 35 ]                   |        |
|           | 1분 07초 16 | -0.13초  | 김금희 | 상명여중 | 1980. 07. 19  | 제35회 전국남녀초중고대학및일반별수영대회 | 대한민국 서울         | 서울운동장 수영장                  | 여중부 예선              |        |
|           | 1분 07초 10 | - 0.06초 | 김금희 | 상명여중 | 1980. 7. 20   | 제35회 전국남녀초중고대학및일반별수영대회 | 대한민국 서울         | 서울운동장 수영장                  | 여중부 결선              |        |
|           | 1분 06초 62 | - 0.48초 | 김금희 | 상명여중 | 1980. 8. 9    | 제52회 동아수영대회                       | 대한민국 서울         | 서울운동장수영장                   | [ 37 ]                   |        |
|           | 1분 05초 51 | - 0.11초 | 김금희 | 상명여고 | 1982. 8. 2    | 제54회 동아수영대회 (예선)                | 대한민국 서울         |                                    | [ 38 ]                   |        |
|           | 1분 05초 40 | - 0.11초 | 김금희 | 상명여고 | 1982. 8. 29   | 제2회 아산기쟁탈전국수영대회              | 대한민국 서울         | 잠실 실내 수영장                   | [ 14 ]                   |        |
|           | 1분 04초 70 | - 0.70초 | 이홍미 |          | 1985. 05. 23  | 제14회 전국소년체육대회                   | 대한민국 포항         |                                    | [ 39 ]                   |        |
|           | 1분 04초 55 | - 0.15초 | 이홍미 |          | 1986. 05. 25  | 아시안게임 수영대표최종선발전             | 대한민국 서울         | 태릉훈련원                         | [ 40 ]                   |        |
|           | 1분 04초 19 |          | 이홍미 | 대성여중 | 1986. 09      | 서울 아시안 게임                          | 대한민국 서울         |                                    |                          |        |
|           | 1분 03초 64 | - 0.55초 | 최은미 | 대성여중 | 1989. 06. 21  | 제9회 아산기 전국 수영 대회 (예선)        | 대한민국 부산         | 사직 실내 수영장                   | 예선                     |        |
|           | 1분 03초 45 | - 0.19초 | 최은미 | 대성여상 | 1989. 07. 20  | 제11회 동아 수영 대회                     | 대한민국 서울         | 동대문 수영장                      | [ 42 ]                   |        |
|           | 1분 02초 98 | - 0.47초 | 최은미 | 대성여상 | 1991. 04. 17  | 제46회 전국 수영 대회                     | 대한민국 대구         | 두류 수영장                        | [ 43 ]                   |        |
|           | 1분 02초 83 | - 0.15초 | 최은미 | 대성여상 | 1991. 08. 24* | 제4회 범태평양 수영 선수권 대회           | 캐나다 에드먼턴       |                                    |                          |        |
|           | 1분 01초 77 | - 1.06초 | 조희연 | 대청중   | 1997. 07. 16  | 제69회 동아 수영 대회                     | 대한민국 전주         | 전주 실내 수영장                   | [ 44 ]                   |        |
|           | 1분 01초 17 | - 0.60초 | 조희연 | 대청중   | 1998. 04. 02  | 제18회 아산기전국수영대회 (예선)          | 대한민국 전주         | 전주 실내 수영장                   | [ 45 ]                   |        |
|           | 1분 00초 92 | - 0.25초 | 조희연 | 대청중   | 1998. 04. 02  | 제18회 아산기전국수영대회 (결선)          | 대한민국 전주         | 전주실내수영장                     | [ 46 ]                   |        |
|           | 1분 00초 74 | - 0.18초 | 조희연 | 대청중   | 1998. 05. 25  | 제27회 전국 소년 체육 대회                | 대한민국 창원         | 창원종합운동장 수영경기장          | [ 47 ]                   |        |
|           | 1분 00초 36 | - 0.38초 | 신해인 | 북원여고 | 2006. 06. 18  | 국가대표 공인기록평가회                   | 대한민국 울산         | 문수수영장                         |                          |        |
|           | 1분 00초 00 | - 0.36초 | 신해인 | 북원여고 | 2006. 08. 19  | 제10회 범태평양 수영 선수권 대회          | 캐나다 빅토리아       |                                    | [ 48 ]                   |        |
|           | 59초 93     | - 0.07초 | 신해인 | 북원여고 | 2007. 08. 16  | MBC배 수영 대회                           | 대한민국 김천         | 김천실내수영장                     |                          |        |
|           | 59초 89     | - 0.04초 | 최혜라 | 서울체고 | 2008. 10. 15  | 제89회 전국 체육 대회                     | 대한민국 목포         | 목포 실내 수영장                   |                          |        |
|           | 59초 84     | - 0.05초 | 박나리 | 인천시   | 2009. 08. 20  | 2009 MBC배 수영 대회                      | 대한민국 김천         | 김천 실내 수영장                   |                          |        |
|           | 59초 33     | - 0.51초 | 박나리 | 인천시   | 2009. 10. 25  | 제90회 전국체육대회                       | 대한민국 대전         | 용운 국제 수영장                   | 2위 김보미도 신기록 작성 |        |
|           | 59초 32     | - 0.01초 | 안세현 | 효정고   | 2011. 10. 11  | 제92회 전국 체육 대회                     | 대한민국 고양         | 고양 체육관 수영장                 |                          |        |
|           | 58초 84     | - 0.48초 | 안세현 | 효정고   | 2012. 10. 16  | 제93회 전국 체육 대회                     | 대한민국 대구         | 두류 수영장                        |                          |        |
|           | 58초 63     | - 0.21초 | 안세현 | 효정고   | 2013. 10. 23  | 제94회 전국 체육 대회                     | 대한민국 인천         | 박태환 수영장                      |                          |        |
|           | 58초24      | - 0.09초 | 안세현 | 울산시청 | 2015. 08. 02  | 제 16회 세계 수영 선수권 대회             | 러시아 카잔           | 카잔 아레나                        |                          |        |
|           | 58초19      | - 0.09초 | 안세현 | SK텔레콤 | 2016. 03. 05  | 뉴사우스웨일스 주 오픈 선수권 대회        | 오스트레일리아 시드니 | Sydney Olympic Park Aquatic Centre |                          |        |

## 같이 보기
- 수영 접영 100m 세계 기록 추이
- 수영 대한민국 기록